# Église Luther de Vienne
L'église luthérienne de Vienne ou église Luther est une église évangélique luthérienne situé dans le quartier viennois de Währing. Le bâtiment néo-gothique, construit de 1896 à 1898 sous le nom d'église du Jubilé de l'empereur François-Joseph (Kaiser-Franz-Joseph-Jubiläumskirche), est l'un des plus anciens et des plus grands édifices religieux protestants de Vienne.

## Localisation et architecture
L'église néo-gothique, conçue par les architectes Theodor Bach et Ludwig Schöne, possède un clocher élancé surmonté d'une flèche. Son revêtement en tôle de cuivre date de 1932/1933. Les portails sont ornés de bustes du Christ, de Martin Luther et de Philipp Melanchthon. Le plan de l'église Luther suit le schéma traditionnel avec une nef, un transept et un chœur.
À l’intérieur, l’église Luther est décorée dans le style néo-gothique. Il y a 767 sièges au total. Les bancs néogothiques, les luminaires et les portes encastrées datent également de la période de construction. Les vitraux de la rosace du chœur ont été réalisés en 1945. L'orgue de 1901 provient du facteur d'orgue allemand EF Walcker & Cie et a été reconstruit en 1968/1969.
Pendant la Seconde Guerre mondiale, l'église Luther fut durement touchée par des bombes aériennes, puis restaurée de 1946 jusqu'en 1948 pour les 50 ans de l'édifice.

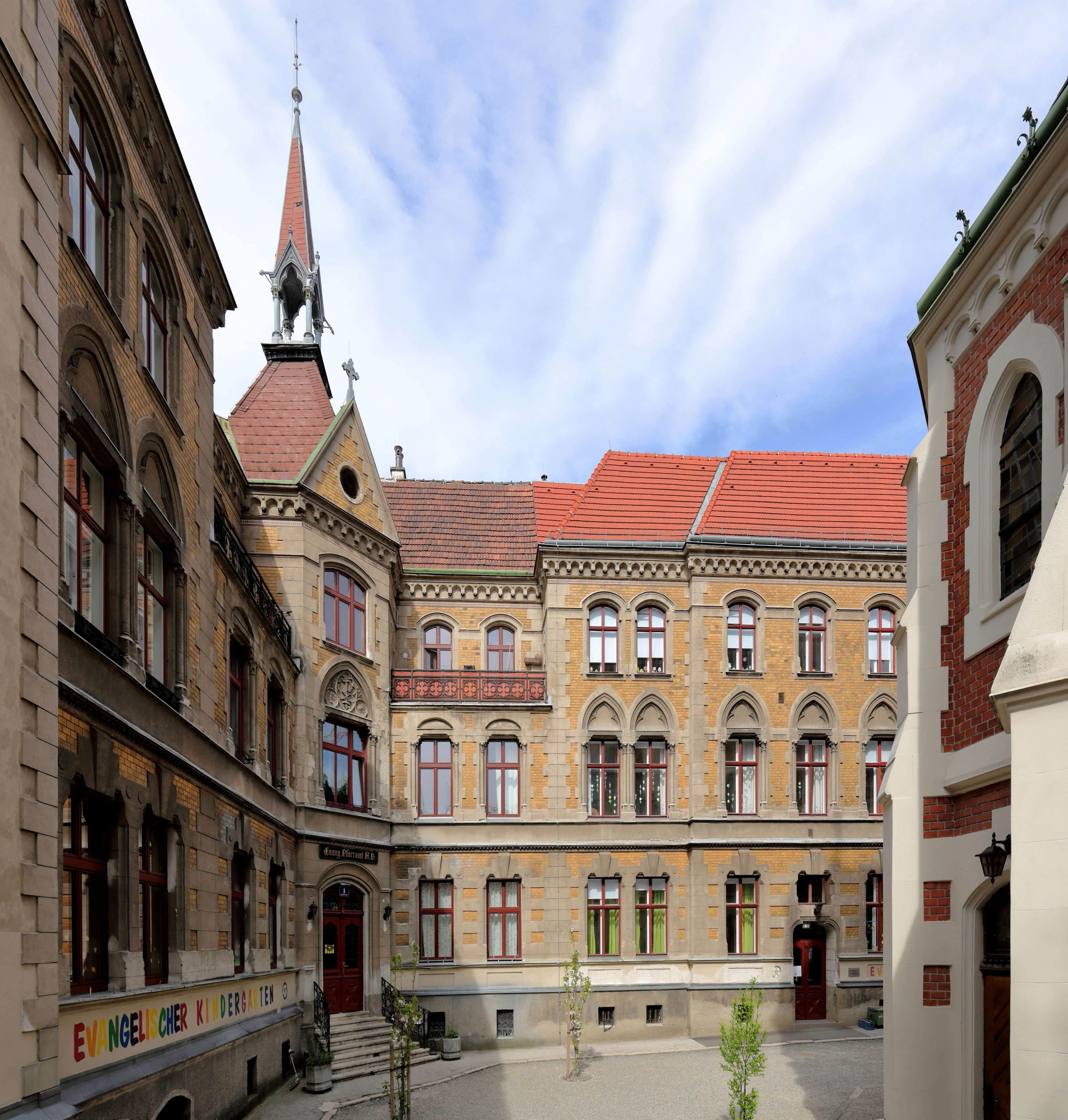
Lutherhof avec entrée à l'ancien presbytère
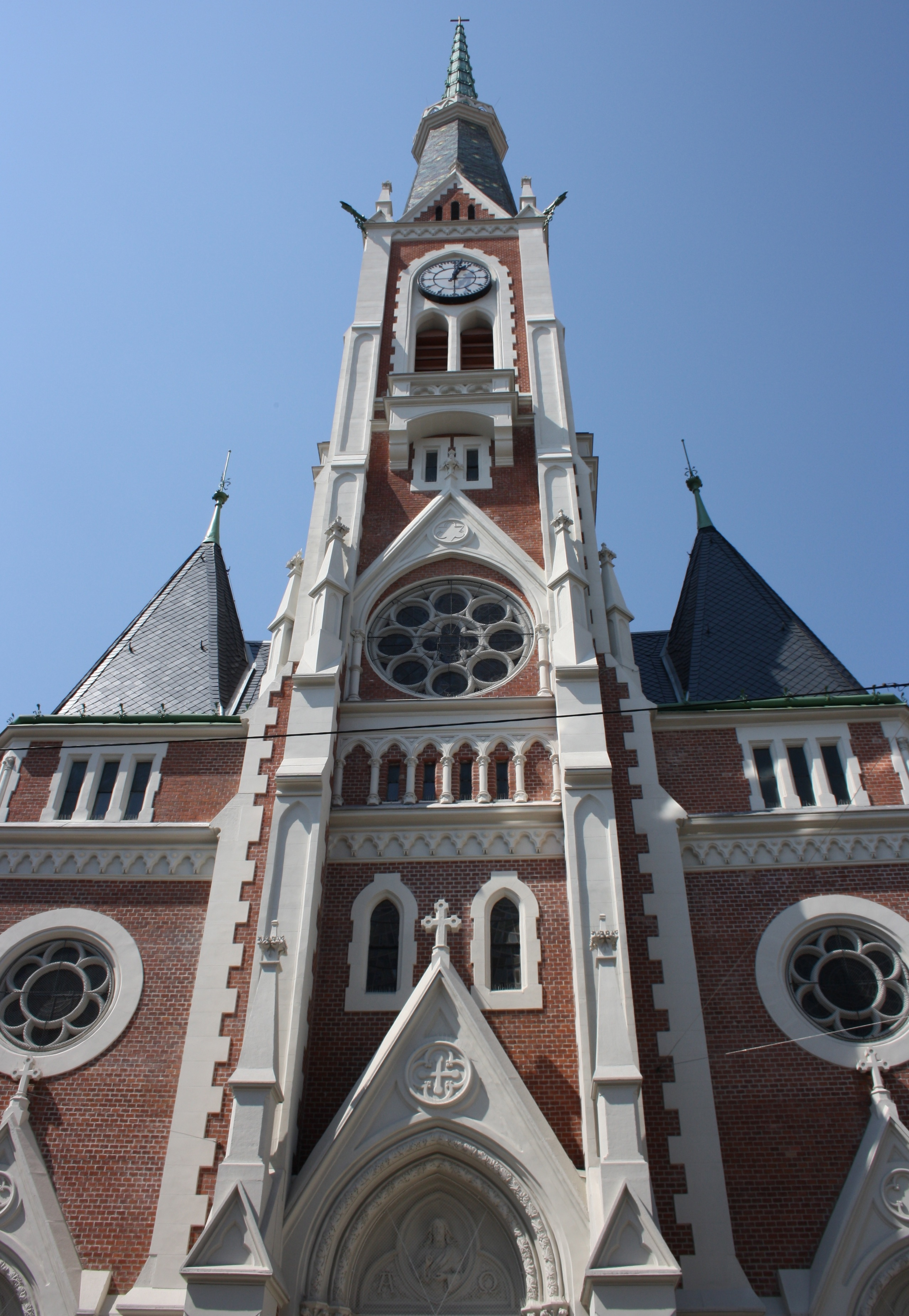
Façade
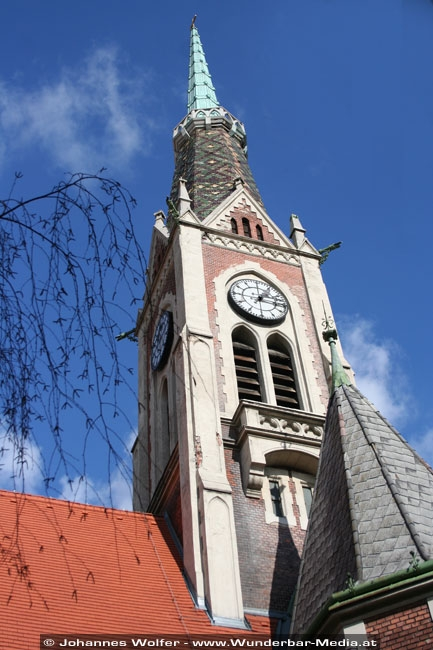
Clocher tour

## Liens
- Notices d'autorité :   - VIAF
  - GND
- Site Internet de l'église Luther de Vienne-Währing
- Jakob Wolfer : Festschrifts à l'occasion des 60 ans de l'Église Luther, des 70 ans de l'Église Luther, des 80 ans de l'Église Luther.